# Acacia lunata
Acacia lunata é uma espécie de leguminosa do gênero Acacia, pertencente à família Fabaceae.